# Charters Towers Region
Charters Towers Region är en kommun i Australien. Den ligger i delstaten Queensland, omkring 1 100 kilometer nordväst om delstatshuvudstaden Brisbane. Antalet invånare var 11 876 vid folkräkningen 2016.
Följande samhällen finns i Charters Towers:
- Charters Towers
- Southern Cross
- Ravenswood